# Хуан Ґороспе
Хуан Ґороспе Бернаола (ісп. Juan Gorospe Bernaola; 10 липня 1931, Більбао — 26 липня 2009, Віторія-Гастейс) — баскський футболіст, підприємець, президент клубу «Депортіво Алавес» із міста Віторія-Гастейс. Футбольна кар'єра тривала з 1949 по 1964 роки на позиції захисника в кількох баскських командах, найтриваліше виступав за «Депортиво Алавес», будучи її капітаном. В 1967—1969 роках 18-й, за ліком, президент головного футбольного клубу Алави.

## Життєпис
Біографія Хуана Ґороспе, яскравий приклад тогочасся: коли юнак захоплений спортом, зокрема футболом, зумів освоїти його і проявити своїнайкращі якості, як в спорті так і в суспільстві. Як футболіст: він став капітаном команди «Депортиво Алавес» та її легендою. А функціонер, він став президентом клубу та озаменував нові тенденції, коли вихованцям команди доручали стерно влади всієї футбольної структури. Як особистість він став успішним підприємцем і авторитетною особою краю.

### Футбольна кар'єра
Хуан Ґороспе Бернаола народився на узбережжі Біскаї, в невеличкому поселенні, що поруч Більбао. Його родина була з числа дрібних землевласників та власників придорожнього заїжджого двора. Народившись в 1930-х роках, Хуан потрапив на епогей захоплення футболом, відтак всі дитячо-юначі роки він проводив з м'ячем, тому й зріс в якісного гравця. Юнака запримітили і почали запрошувати в спротвні команди краю.
Напівпрофесійну футбольну кар'єру Хуан Ґороспе розпочав в регіональній лізі Басконії, виступаючи за маловідомий клуб «Клуб Депортіво Ларрраменді» (C.D. Larramendi) в 1949 році. Впевнена гра самобітнього захисника привернула увагу відоміших клубів. І вже сезон 1950—1951 років Хуан дебютує в професійному футболі, виступаючи за титулований «Аренас Клуб Гечо» (Arenas Club). Два роки проведені в Терсері за баскських аристократів надали впевненості молодому захисникові. А в 1952 році Хуан Ґороспе перебрався до Віторії-Гастейс в «Депортиво Алавес», щоби випробувати свої сили в Сегунді.
Як виявилося, «Депортиво Алавес» — команда його життя, в якій він провів 12 сезонів, ставши старожилом-рекордсменом клубу (за виступами). В біло-блакитних футболках Хуан пройшов тернисті шляхи Терсери, Сегунди та Ла-Ліги, переживаючи падіння і підйоми зі своїми одноклубниками. Починаючи лівим захисником, пізніше він перемістився в центральну зону захисту й став незламним її капітаном.
В сезоні 1959—1960 років Хуан Ґороспе не знайшов спільної мови з колишнім гравцем та авторитетним місцевим тренером Маноло Ечезарретою (Manolo Echezarreta), тому перейшов до іншого клубу Віторії — «Клуб Депортіво Віторія» (C.D. Vitoria). Муніципали тоді виступали в Терсері й намагалися створити суттєву конкуренцію алавесцям, тим паче, наступний сезон обіцяв їм моральну сатисфакцію: зустріч з «пожирачами бобів» в турнірі Терсери. Але хвилююче віторіанське дербі Хуаг Ґороспе проводив уже знову в біло-блакитній футболці та з капітанською пов'язкою. Адже понизившись в класу алавесці змінили тренерський склад і ставили завдання повернення до Сегунди. Роман Ґаларраґа (Román Galarraga) повернув до команди її лідера та капітана й стабілізував захисну ланку, і команда з першого місця піднялася класом вище, того ж таки сезону, 1960—1961 років. Провівши в клубі ще чотири сезони, на 33 році життя, опісля важкої травми та пониження колективу до Терсери, Хуан закінчив грати в професійний футбол.
| Клуб                         | Країна  | Сезони    |
| ---------------------------- | ------- | --------- |
| «Клуб Депортіво Ларрраменді» | Іспанія | 1949-1950 |
| «Аренас Клуб Гечо»           | Іспанія | 1950-1952 |
| «Депортіво Алавес»           | Іспанія | 1952-1959 |
| «Клуб Депортіво Віторія»     | Іспанія | 1959-1960 |
| «Депортіво Алавес»           | Іспанія | 1960-1964 |

### Президент «Депортиво Алавесу»
Хуан Ґороспе, повісивши футси на стіну, не покинув футбол, він проходив курси тренерів та продовжував помагати клубові. Окрім того серйозно зайнявся підприємництвом, продовжуючи родинний бізнес в готельно-гастрономічній сфері. Невдовзі, в 1967 році, громада краю почула про гучне призначення Хуана — президентом клубу «Депортиво Алавес». Прийшовши до команди в часі тривалого перебування його команди Терсері, йому вдалося об'єднати тренерський штаб та футболістів і того ж сезону повернутися до Сегунди. В сезоні 1967—1969 років команду тренував місцевий знаний фахівець Іґнасіо Ізаґірре (Ignacio Izaguirre), але йому вдалося загітував на посаду тренера самого Пушкаша, знаного у світі футболіста. Ференц Пушкаш погодився прийняти команду, але не мав тренерської ліцензії в Іспанії тому Ізагірре ще тренував команду поруч із Пушкашем.
Такий нерівноправний тренерський та керівний союз - виявив негативні сторони в клубі та в колективі, що команда з кожним туром почала просідати й скотилася до 14 місця в Сегунді. Пізніше ще й сталася автомобільна катастрофа з її лідером на полі, захисником Сарасолою. Про трагедію заговорила всі країна, але команді від того ставало ще складніше і результати погіршувалися, раз по раз. Надії на наступний сезон розвіялися ще весною, коли довідалися, що Сегунду вирішили скоротити до одної групи і довелося відстоювати своє місце в ній (алавесцям і цього не вдалося), відтак наступні 1959—1960 роки треба було починати в Терсері. Саме в цьому сезоні трагедій і відбулася турнірна катастрофа клубу, яку й не подужав Хуан Ґороспе і він поступився місцем, представнику знатної родини міста — Хайме Гомесу Балугері.
Але, поступившись посадою президента алавесців, Хуан Ґороспе продовжував свої фінансові справи (розвинувши готельно-гастрономічний бізнес), окрім того сприяв спорту в столиці Алави, прививши й своїм нащадкам любов до спорту та клубу. У власності Хуана було два готелі-кафетерії та один ресторан під його власною назвою.